# برک
بَرَک نوعی پارچهٔ نرم و چسبان و ضخیم است که در خراسان از پشم شتر یا کرک بز با دست می‌بافند و از آن جامهٔ زمستانی می‌دوزند.
برک از لطافت و استحکام خاصی برخوردار است و از آن عمدتاً برای تهیه و دوخت کت مردانه استفاده می‌کنند.
گرمای پارچه‌های بسیار ضخیم و نرم برک، دردهای عضلانی را کاهش می‌دهد و برای دردهای مفاصل نیز التیام‌بخش است.
برک به‌طور معمول خودرنگ بوده و در رنگ‌ها قهوه‌ای، سیاه، سفیده، شیری و شکری و خاکستری تولید می‌شود.
در قدیم، بیشتر درویشان بودند که از برک قبا و کلاه می‌ساختند و بعدها با بهبود کیفیت آن، پادشاهان و فرمانروایان نیز قبا و جبه جنس برک به‌تن می‌کردند.

## منطقهٔ تولید
روستای برک؛ نهبندان، بجستان، گناباد، فردوس، بشرویه در خراسان از نواحی اصلی تولید پارچهٔ برک هستند.
تیمور لنگ در سرگذشتی که به قلم خود نوشته‌است دربارهٔ شهر بشرویه خراسان و پاچه برک می‌نویسد:
«چند روز بعد نزدیک شهر «بشرویه» رسیدم … سکنه شهر که در سر راهم ایستاده بودند توبره‌ای داشتند و چیزی از آن بیرون می‌آوردند و آن را به دو قسمت تقسیم می‌کردند. یکی را در جیب چپ می‌گذاشتند و دیگری را در جیب راست. بعداً فهمیدم آن‌ها در توبره خود پشم بز نگه می‌دارند و آنها موی بز را از کرک جدا می‌کنند و تا از کرک «برک» ببافند و از موی بز جاجیم و گلیم ببافند. برک از پارچه‌های ابریشمین چین هم لطیف‌تر بود و من پارچه‌ای به آن لطافت در عمرم ندیده بودم. در بازدید از یکی از کارگاه‌های نساجی خواستم به تمام کارگران آن نفری یک سکه هدیه دهم اما آن‌ها نپذیرفتند.»
ناظم‌الاطبا می‌نویسد: برک پارچه‌ای از کرک گوسفند و بسیار نفیس و اعلا است که از آن جبه و سرداری دوزند، و برک بخرز و کرمان بر سایر اقسام آن ترجیح دارد.
ادوارد پولاک در سفرنامه خود نوشته‌است:

«برک پارچه‌ای نرم و چسبان است که از کرک لطیف شتر بافته می‌شود و در ایران جای فاستونی را گرفته‌است.»

## تهیه
برای تهیه این پارچه، کرک بز را پس از کمان زدن و نوار کردن با چرخ می‌ریسند و آن را تبدیل به نخ می‌کند و در دستگاه تن‌بافی آن را به پارچه برک تبدیل می‌کند.
پارچه درشت برک را برای مدتی در مغز گوسفند و آب ولرم می‌گذارند و با گز روی آن می‌کشند و با استخوان به آن می‌زند، موهای اضافه از آن خارج می‌شود و آن‌گاه پارچه‌ای نرم و گرم، به‌دست می‌آید.

## شمشیرک
شمشیرک در قدیم نام یک نوع از پارچه برک بوده‌است.
برک در کل پارچه‌ای است که بسیار ارزان به‌نظر می‌رسد و دو نوع از آن وجود دارد؛ به نوع اعلای آن شمشیرک می‌گویند و نوع زبرتر آن را برک می‌نامند.